# NGC 4917
NGC 4917 је спирална галаксија у сазвежђу Ловачки пси која се налази на NGC листи објеката дубоког неба.
Деклинација објекта је + 47° 13' 21" а ректасцензија 13h 0m 55,5s. Привидна величина (магнитуда) објекта NGC 4917 износи 13,9 а фотографска магнитуда 14,7. NGC 4917 је још познат и под ознакама UGC 8130, MCG 8-24-23, CGCG 245-11, PGC 44838.